# Trauma cranico
Un trauma cranico o lesione cerebrale traumatica, in inglese Traumatic Brain Injury o TBI (che si può tradurre come "danno cerebrale traumatico"), si verifica quando una forza esterna causa un trauma al cervello. Può essere classificato in base alla gravità, alla tipologia (lesione chiusa o penetrante) o ad altre caratteristiche (ad esempio, se si verifica in una data posizione o su un'area diffusa).
Il trauma cranico può causare sintomi fisici, cognitivi, sociali, emozionali e comportamentali; la prognosi può variare da un recupero completo a una disabilità permanente o al decesso. Il trauma cranico rappresenta una delle principali cause di morte e di disabilità in tutto il mondo, soprattutto nei bambini e negli adulti più giovani.
Le diverse cause possono includere cadute, incidenti stradali e atti violenti. Il trauma cranico si verifica come conseguenza di un'improvvisa accelerazione o decelerazione all'interno del cranio o da una combinazione complessa di movimenti e di un impatto improvviso. Oltre ai danni causati al momento della lesione, diversi fenomeni che possono accadere nei minuti o nei giorni successivi all'evento traumatico possono provocare lesioni secondarie. Questi processi includono alterazioni nel flusso sanguigno cerebrale e della pressione intracranica. Alcune delle tecniche di imaging biomedico utilizzate per formulare la diagnosi includono la tomografia computerizzata e la risonanza magnetica.
Nel ventesimo secolo si sono visti grandi sviluppi nella diagnosi e nel trattamento del trauma cranico tanto da ridurne i tassi di mortalità e migliorare la prognosi. A seconda della lesione, il trattamento richiesto può essere minimo o può includere interventi farmacologici, chirurgia d'emergenza o in tempi più tardi. La fisioterapia, la riabilitazione neuropsicologica, la logopedia e la terapia occupazionale, tra le altre, possono essere utili nella riabilitazione.
Le misure di prevenzione includono l'uso di dispositivi di sicurezza passivi nei veicoli, come le cinture di sicurezza e i caschi per i motociclisti, nonché iniziative atte a ridurre il numero di incidenti, come programmi di educazione alla sicurezza e l'applicazione delle norme sulla circolazione.

## Storia

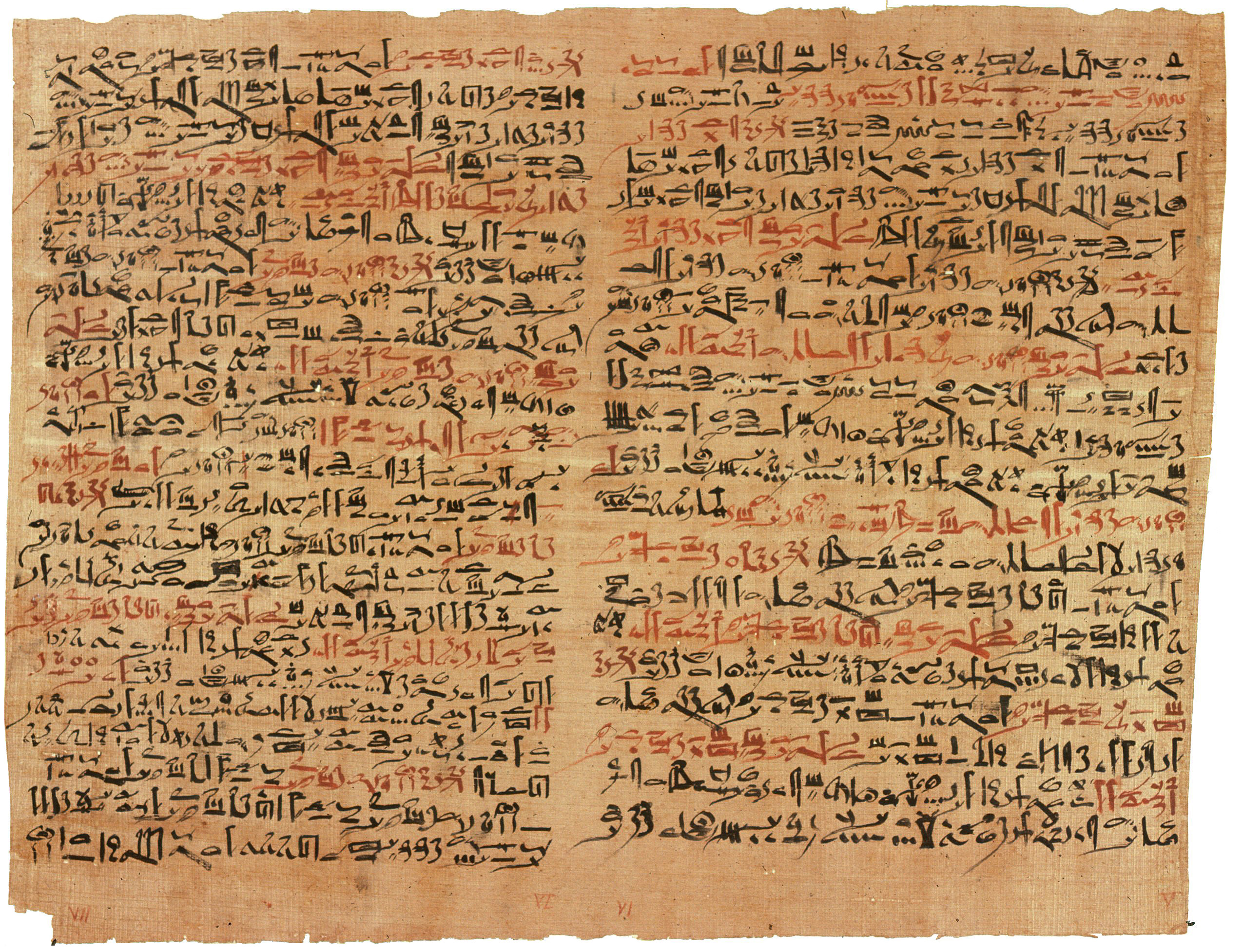
Il Papiro Edwin Smith.

Lesioni alla testa sono presenti in miti antichissimi che in certi casi risalgono fino alla tradizione orale. Su alcuni crani ritrovati in sepolture presso antichi campi di battaglia si è riscontrata la presenza di fori sulle linee di frattura che suggeriscono il ricorso alla trapanazione come trattamento del trauma cranico fin dai tempi più remoti. Gli antichi abitanti della Mesopotamia erano a conoscenza che i traumi cranici potessero essere causa di alcune complicanze, come crisi epilettiche, paralisi e perdita della vista, dell'udito o della parola. Il papiro Edwin Smith, databile intorno al 1650-1550 a.C., descrive varie lesioni al cranio e sintomi correlati, descrivendoli in base alle loro manifestazioni e alla loro trattabilità. Gli antichi medici greci, tra cui Ippocrate di Coo, avevano ben chiaro che il cervello fosse il centro del pensiero, probabilmente per via delle loro osservazioni sugli effetti dei traumi cranici.
I medici medievali e rinascimentali continuarono nella pratica della trapanazione per le lesioni alla testa. Nel Medioevo, i medici descrissero ulteriori sintomi del trauma cranico e il termine "commozione" divenne il più diffuso. Nel XVI secolo, Berengario da Carpi descrisse sistematicamente i sintomi della condizione. Importanti considerazione in campo neurochirurgico furono date dal chirurgo veneziano Giovanni Andrea Dalla Croce.
Nel XVIII secolo è stato per la prima volta suggerito che l'aumento della pressione intracranica piuttosto che il danno del cranio fosse la causa delle conseguenze del trauma cerebrale. Questa ipotesi venne confermata intorno alla fine del XIX secolo e l'apertura della scatola cranica per alleviare la pressione venne conseguentemente proposta come trattamento.
Nel XIX secolo venne osservato anche il trauma cranico fosse correlato allo sviluppo della psicosi. A quel tempo iniziò un dibattito circa il fatto che la sindrome postcommozionale fosse dovuta a una alterazione del tessuto cerebrale o a fattori psicologici. Tale disputa continua ancora oggi.

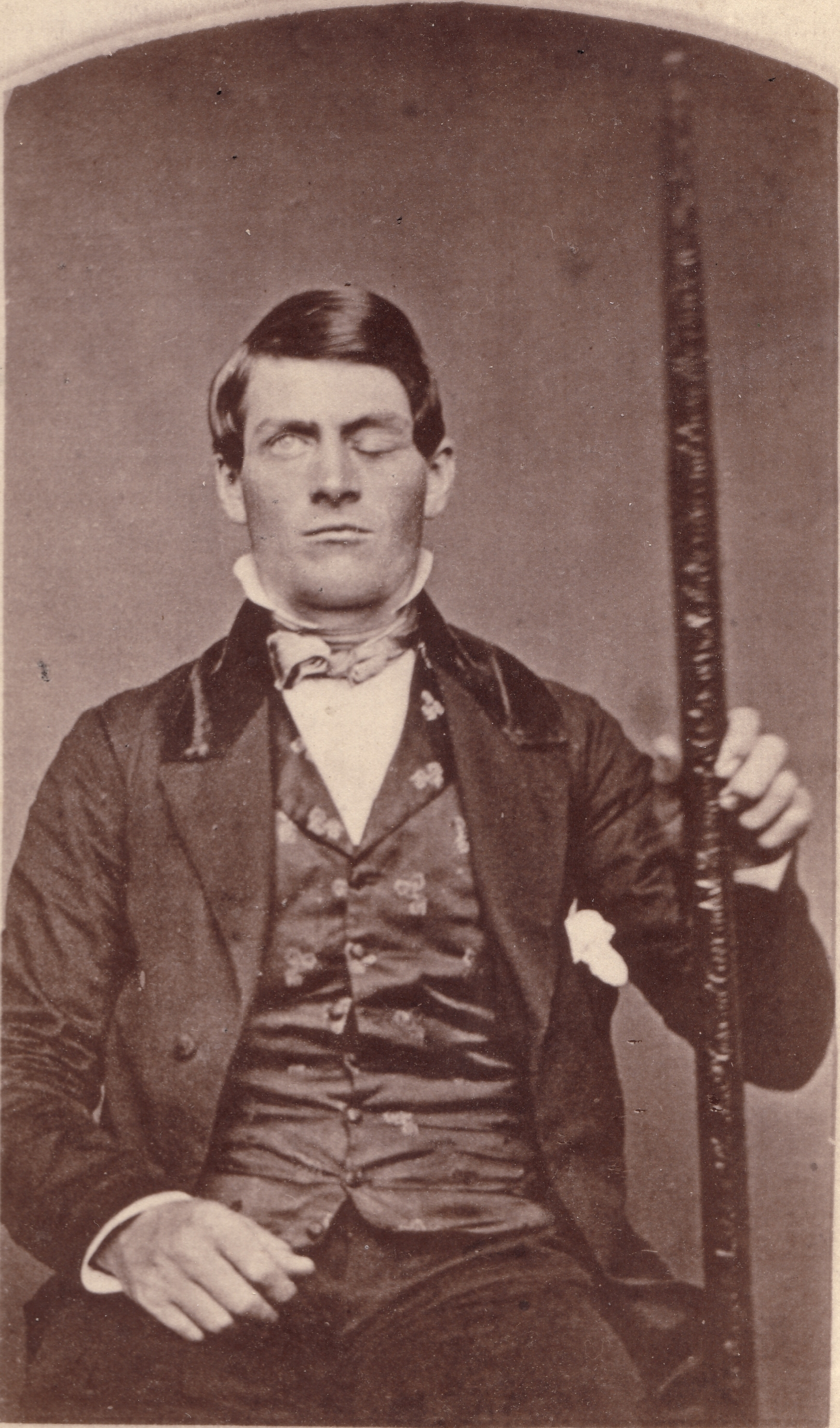
Phineas Gage con la sbarra di ferro che gli entrò nella guancia sinistra e che emerse dalla cima del cranio

Probabilmente il primo caso, perlomeno documentato, di cambiamento di personalità a seguito di una lesione del cervello è quello che coinvolse Phineas Gage, sopravvissuto ad un incidente in cui una sbarra di ferro gli attraversò il cranio distruggendo uno o entrambi i lobi frontali; da allora sono stati riportati numerosi casi cambiamenti nella personalità dopo essere incorsi in una lesione del cervello.
Il XX secolo ha visto grandi progressi per quanto riguarda il trattamento e la diagnosi del trauma cranico. Fino al XX secolo, il tasso di mortalità del trauma cranico era estremamente elevato e le attività riabilitative erano assai rare; i miglioramenti nella cura raggiunti durante la prima guerra mondiale hanno ribaltato questo scenario. Il frequente uso degli esplosivi nelle battaglie della Grande Guerra furono causa di moltissime ferite tra i soldati e, conseguentemente, i medici poterono apprendere sempre maggiori conoscenze sul loro trattamento, nonché riuscire a localizzare a livello strutturale alcune delle funzioni del cervello. Dal punto di vista diagnostico, rivoluzionario è stato lo sviluppo di strumenti di imaging biomedico tra cui la tomografia computerizzata e la risonanza magnetica, e nel XXI secolo la messa a punto della tecnica dell'imaging con tensore di diffusione (DTI). L'introduzione del monitoraggio della pressione intracranica, avvenuta negli anni '50 viene fatta coincidere con l'inizio dell'"era moderna" della gestione del trauma cranico.
Negli anni '70, crebbe la consapevolezza del trauma cerebrale come un problema di salute pubblica e da allora sono stati fatti numerosi progressi nella ricerca su questa patologia. L'ultimo decennio del XX secolo ha visto lo sviluppo e la diffusione di linee guida standardizzate per il trattamento del trauma cranico, con protocolli previsti per una serie di temi come l'approccio farmacologico e la gestione della pressione intracranica, che hanno permesso di conseguire importanti risultati nel miglioramento della sopravvivenza; questo decennio, per via dei progressi compiuti è conosciuto come il "decennio del cervello".

## Epidemiologia

Cause dei decessi da trauma cranico negli Stati Uniti.

Il trauma cranico rappresenta una delle principali cause di morte in tutto il mondo oltre ad essere un grave problema sociale, economico e sanitario a livello globale. È la principale causa dello stato di coma, ha un ruolo chiave nelle disabilità dovute ad eventi traumatici ed è la più frequente origine dei danni cerebrali nei bambini e nei giovani adulti. Inoltre, riveste un ruolo significativo nella metà dei decessi dovuti a trauma. In Europa i traumi cranici sono responsabili di più anni di disabilità rispetto a qualsiasi altra causa.
I dati sulla frequenza dei diversi livelli di gravità dei traumi cranici variano in base alle definizioni e ai metodi utilizzati negli studi epidemiologici. Uno studio svolto dall'Organizzazione Mondiale della Sanità ha stimato che tra il 70% e il 90% delle lesioni alla testa che ricevono un trattamento sono comunque di lieve entità mentre uno studio statunitense ha rilevato che lesioni moderate e gravi rappresentano ciascuna il 10% dei traumi cranici complessivi.
L'incidenza del trauma cerebrale varia in base all'età, al sesso, alla regione geografica e ad altri fattori meno determinanti. I dati dell'incidenza e della prevalenza ricavati dagli studi epidemiologici variano in base a diversi fattori, quali la gravità degli eventi considerati, se siano inclusi o meno i decessi, se lo studio è limitato solo alle persone ricoverate e il luogo geografico di dove si è svolto lo studio. A fronte di ciò l'incidenza annuale del trauma cranico è di difficile determinazione, tuttavia può essere stimata tra i 100 e i 600 casi ogni 100 000 persone.

### Mortalità
Negli Stati Uniti, il tasso di mortalità legato ai casi di trauma cranico è stimato essere pari al 21% nei successivi 30 giorni dall'evento. Uno studio condotto sui soldati impegnati nella guerra in Iraq ha rilevato che un grave trauma cerebrale è accompagnato da una mortalità del 30-50%. Grazie al miglioramento nei trattamenti e alla disponibilità – soprattutto nei paesi più ricchi – di moderni servizi di pronto soccorso e di neurochirurgia, nel corso del tempo si è riusciti a ridurre sensibilmente il numero dei decessi. La percentuale di coloro che non sopravvivono dopo un ricovero dovuto a trauma cranico è scesa da quasi il 50% della metà degli anni '70 a circa un quarto dell'inizio del XXI secolo. Questo declino della mortalità ha portato a un concomitante incremento di persone con disabilità conseguente al trauma cranico.
Diversi fattori biologici, clinici e demografici sono correlabili alla probabilità che un dato infortunio risulti fatale. Inoltre, la prognosi è fortemente dipendente dalla causa del trauma. Negli Stati Uniti i pazienti con trauma cranico dovuto a caduta presentano un tasso di sopravvivenza dell'89%, mentre solo il 9% dei pazienti di coloro che lo hanno subito in seguito all'uso di armi da fuoco sopravvive.
L'incidenza dei traumi cranici, al 2016, appare in aumento a livello globale, in gran parte a causa dell'incremento dell'uso di veicoli a motore nei paesi a basso e medio reddito. Nei paesi in via di sviluppo, l'utilizzo di automobili è aumentato più velocemente rispetto all'introduzione delle norme e delle infrastrutture di sicurezza. Al contrario, le leggi sulla sicurezza sia attiva che passiva dei veicoli hanno diminuito i casi di traumi cranici nei paesi a più alto reddito. Ogni anno nei pronto soccorso degli Stati Uniti circa 2 500 000 persone ricevono una diagnosi di trauma cranico e circa 283 000 di queste vanno incontro a un ricovero in ospedale; le cifre totali dei casi sono tuttavia verosimilmente maggiori, in quanto non vengono conteggiate le persone che non hanno cercato assistenza medica o le diagnosi effettuate in ambito extraospedaliero (ad esempio quelle negli studi di medicina generale). L'incidenza annuale del trauma cranico è pari a circa 824 casi per 100 000 persone negli Stati Uniti, 281 per 100 000 in Francia, 361 per 100 000 in Sudafrica, 322 per 100 000 in Australia, 430 per 100 000 in Inghilterra. Nell'Unione europea, l'incidenza aggregata dei ricoveri e dei decessi dovuti ai traumi cranici è stimata a 235 casi per 100 000 abitanti.

### Demografia
Un trauma cranico, da solo o accompagnato da altre lesioni, è riscontrabile nell'85% dei bambini che subiscono un trauma. Il maggior numero dei traumi cranici si verifica nelle persone di età compresa tra i 15 e i 24 anni. Poiché è più comune nei giovani, i costi per la società sono ancora più elevati a causa della perdita di anni produttivi conseguenti alla morte o alla disabilità. I gruppi di età maggiormente a rischio per le conseguenze da trauma cranico sono i bambini di età compresa tra i cinque e i nove anni e gli adulti oltre gli 80 anni mentre i tassi più alti di mortalità e di ospedalizzazione sono riscontrabili nelle persone di età superiore ai 65 anni.
Indipendentemente dall'età, i maschi hanno maggiori probabilità di sviluppare trauma cranico (si stima costituiscano i due terzi dei casi) e hanno un rischio di quattro volte più elevato di un esito fatale rispetto alle femmine. Tuttavia, quando si valuta la gravità della lesione, le donne sembrano avere conseguenze più gravi rispetto agli uomini.

## Eziopatogenesi
Le cause più frequenti di trauma cranico sono gli atti violenti, gli incidenti relativi ai mezzi di trasporto, l'attività edilizia e la pratica sportiva. In particolare, l'utilizzo delle motociclette è le causa principale nei paesi in via di sviluppo, mentre le altre risultano avere minor impatto. Nei bambini di età compresa tra due e quattro anni le cadute sono la causa più frequente, pareggiata dagli incidenti stradali nei bambini più grandi e negli adolescenti. La violenza domestica è un'altra causa che porta al verificarsi di traumi cranici, come lo sono gli infortuni sul lavoro e gli incidenti industriali. Il trauma cranico è la terza lesione più comune derivante da fenomeni di abuso minorile, a sua volta causa del 19% dei casi in età pediatrica, in cui il tasso di mortalità risulta più elevato. Le armi da fuoco e le esplosioni sono altresì cause di traumi cerebrali, e rappresentano la principale causa di morte e disabilità nelle zone di guerra. Per quanto riguarda i traumi sportivi, si stima che negli Stati Uniti ogni anno tra gli 1,6 e i 3,8 milioni di ferite traumatiche cerebrali siano il risultato di attività sportive e ricreative.

### Forze fisiche

Un sobbalzo del cervello all'interno del cranio può causare un colpo e un contraccolpo.

Il tipo, la direzione, l'intensità e la durata della forza che ha causato il trauma contribuiscono alla tipologia e alla gravità del trauma cerebrale. Le forze che possono contribuire includono forze angolari, rotazionali, traslazionali e taglienti.
Le onde d'urto causate da lesioni penetranti possono anche distruggere i tessuti lungo il percorso dell'oggetto che è penetrato, aumentando i danni causati dall'oggetto stesso. Quando avviene un impatto, la forza crea onde d'urto attraverso il cranio e il cervello, causando danni ai tessuti.
I danni possono verificarsi direttamente nel sito dell'impatto, oppure si possono avere sul lato opposto all'impatto (lesione da colpo e contraccolpo). Quando un oggetto in movimento colpisce una testa ferma possono comparire tipiche lesioni da colpo, mentre le lesioni da contraccolpo si verificano solitamente quando la testa in movimento colpisce un oggetto stazionario. Anche in assenza di impatto, significative accelerazioni o decelerazioni della testa possono essere causa di un trauma; tuttavia nella maggior parte dei casi è probabile che ciò sia causato dalla combinazione di un impatto e da una accelerazione. Le forze che coinvolgono la testa sono la causa della maggior parte delle lesioni focali e del movimento del cervello all'interno del cranio, che è solitamente causa di lesioni diffuse. Un violento scossone di un neonato può ad esempio determinare una lesione diffusa, compatibile con la sindrome del bambino scosso.

### Lesioni primarie e secondarie

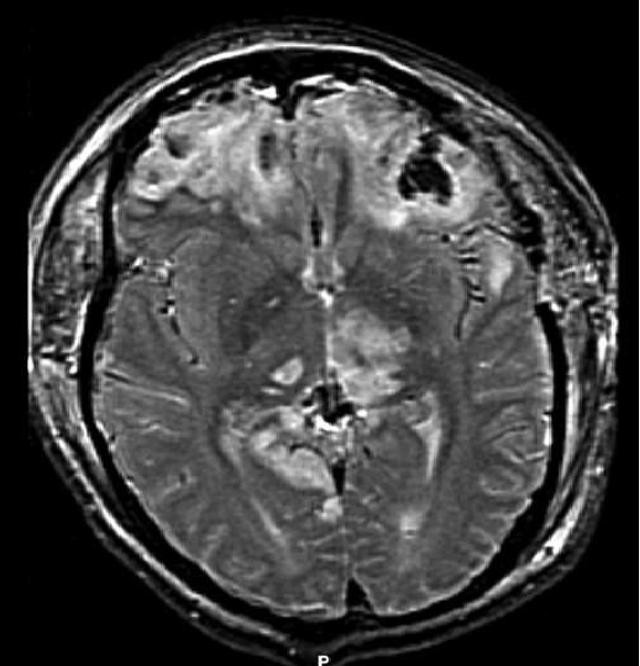
Immagine ottenuta tramite risonanza magnetica che mostra danni causati da erniazione cerebrale in seguito a trauma cranico.

Raramente le persone che subiscono un trauma cranico molto grave decedono nell'immediato: nei casi più gravi, l'exitus può avvenire dopo giorni o settimane a seguito dell'evento. Le condizioni dei pazienti affetti possono rimanere stabili o anche migliorare, ma in circa il 40% dei casi si assiste a un peggioramento. Le lesioni cerebrali primarie (danni che si verificano al momento del trauma quando i tessuti e i vasi sanguigni vengono stirati, compressi e strappati) non sono sufficienti a spiegare questo deterioramento; si ritiene che questo sia dovuto piuttosto a lesioni secondarie, un complesso insieme di processi cellulari e cascate biochimiche che si verificano tra i minuti e i giorni successivi al trauma. Questi processi patologici secondari possono essere causa di un drastico peggioramento dei danni causati dalle lesioni primarie e comportano il maggior numero di decessi per trauma cranico che si verificano negli ospedali.
Le lesioni cerebrali secondarie comprendono danni alla barriera emato-encefalica, rilascio di fattori che causano infiammazione, sovraccarico di radicali liberi, eccessivo rilascio del neurotrasmettitore acido glutammico (eccitotossicità), afflusso di ioni di calcio e di sodio nei neuroni e disfunzione dei mitocondri. Gli assoni feriti nella materia bianca cerebrale possono separarsi dai loro corpi cellulari, uccidendo potenzialmente quei neuroni. Altri fattori caratteristici della lesione secondaria sono i cambiamenti nel flusso sanguigno nel cervello come ischemia (insufficiente flusso sanguigno), ipossia cerebrale (insufficiente ossigenazione del cervello), edema cerebrale (gonfiore del cervello) e ipertensione intracranica (aumento della pressione all'interno del cranio).

### Complicanze

Il rischio relativo delle crisi post-traumatiche aumenta con la gravità del danno cerebrale traumatico.

Le complicanze sono problemi medici distinti, che possono sorgere di conseguenza a un trauma cranico. Le conseguenze di una lesione traumatica cerebrale possono variare notevolmente nel tipo e nella durata. Esse comprendono complicazioni fisiche, cognitive, emotive e comportamentali. Un trauma cranico può causare effetti prolungati o permanenti sullo stato di coscienza, come il coma, la morte cerebrale, lo stato vegetativo persistente (in cui i pazienti non sono in grado di raggiungere uno stato di vigilanza sufficiente per interagire con il loro ambiente) e lo stato minimamente cosciente (in cui i pazienti mostrano minimi segni di consapevolezza di sé e dell'ambiente). Una compromissione dello stato di coscienza che perdura per un lungo periodo può causare ulteriori complicazioni come lesioni da decubito, polmonite o altre infezioni, progressiva insufficienza multiorgano e trombosi venosa profonda che può essere causa di embolia polmonare. Le infezioni che possono seguire le fratture del cranio e le lesioni penetranti, includono la meningite e gli ascessi. Le complicanze che coinvolgono i vasi sanguigni includono il vasospasmo, in cui i vasi si restringo impedendo un sufficiente passaggio del flusso sanguigno e la formazione di aneurismi, in cui un lato del vaso si indebolisce e formando una estroflessione che può rischiare di rompersi.
La pressione intracranica può aumentare a causa del gonfiore o per l'effetto della crescita di una massa a seguito di una lesione, come ad esempio una emorragia. Di conseguenza, la pressione della perfusione cerebrale (pressione del flusso sanguigno nel cervello) viene ridotta comportando un'ischemia. Quando la pressione all'interno del cranio aumenta troppo può verificarsi la morte cerebrale o una erniazione, ovvero una condizione in cui una parte del cervello a causa della elevata pressione viene spinta muovendosi attraverso delle strutture nel cranio.
In seguito ad un trauma cranico possono svilupparsi alcuni disturbi del movimento, tra cui tremore, atassia (movimenti muscolari non coordinati) e mioclono (contrazioni muscolari simili a scossoni). Il rischio di convulsioni post-traumatiche aumenta proporzionalmente alla gravità del trauma ed è particolarmente elevata in presenza di alcuni tipi danno cerebrale come le contusioni cerebrali o gli ematomi. Le persone con epilessia precoce, ovvero che si verifica entro una settimana dal trauma, vedono aumentare il rischio di sviluppare una costante epilessia post-traumatica (crisi epilettiche ricorrenti che si verificano oltre una settimana dopo il trauma iniziale). Nelle vittime di trauma cranico i sensi, come la vista, l'olfatto e l'udito, possono essere perduti o alterati.

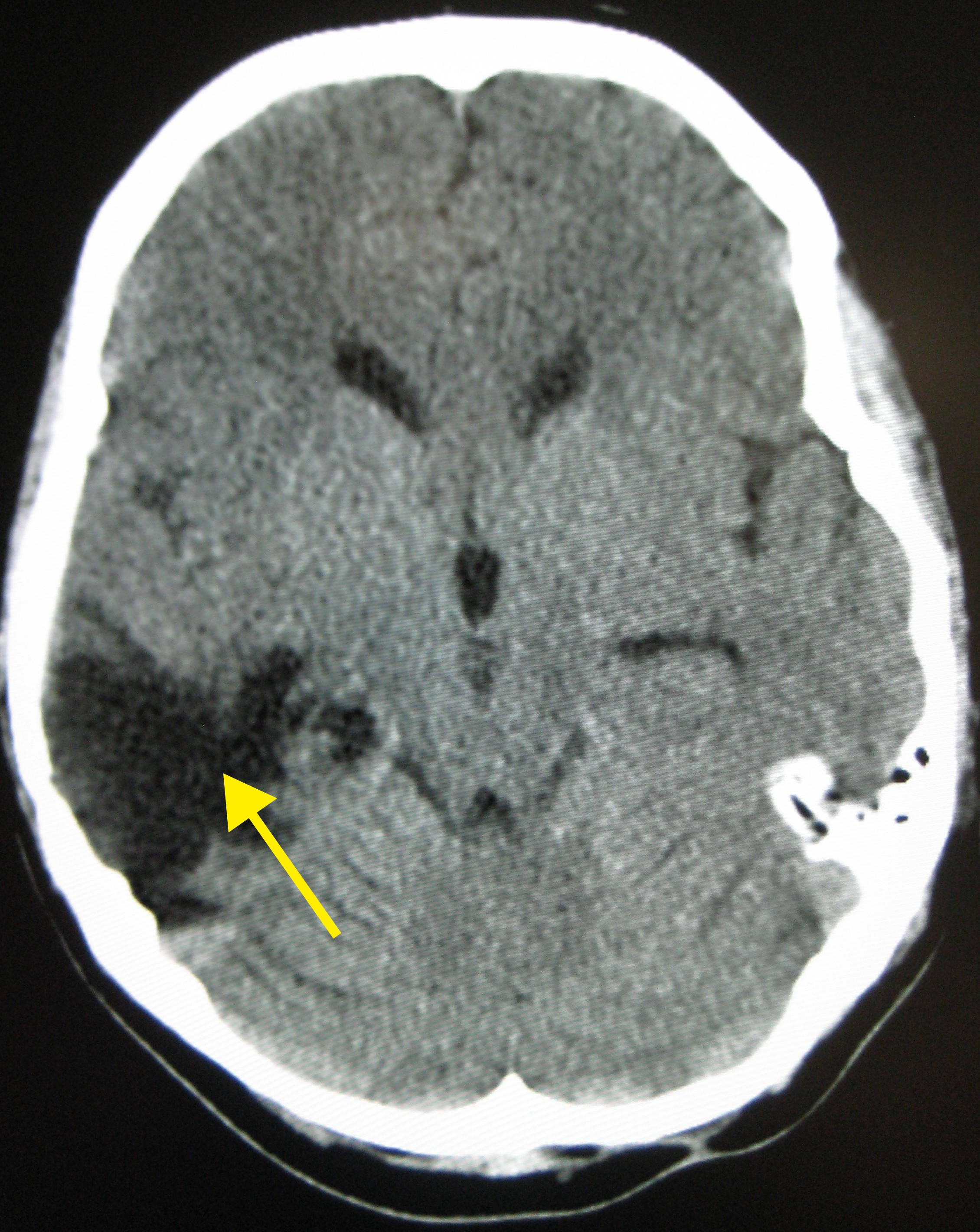
Un'immagine ottenuta tramite tomografia computerizzata del cranio anni dopo una lesione cerebrale traumatica che mostra uno spazio vuoto dove era avvenuto il danno (segnato dalla freccia).

Alcuni squilibri ormonali possono riscontrarsi in seguito all'ipopituitarismo, una condizione che si verifica immediatamente o anche dopo anni nel 10%-15% dei pazienti con trauma cranico. Lo sviluppo di diabete insipido o un'anomalia acuta degli elettroliti indica la necessità di un consulto endocrinologico. I segni e i sintomi dell'ipopituitarismo possono svilupparsi e essere valutati tramite screening negli adulti con trauma cranico moderato e nei casi di lieve ma con anomalie nell'imaging. Anche i bambini con lesioni cerebrali classificate da moderate a gravi possono sviluppare ipopituitarismo. In questi casi lo screening dovrebbe avvenire dopo 3, 6 e 12 mesi dopo la lesione, ma i problemi possono verificarsi anche più tardi.
I deficit cognitivi che possono seguire ad una lesione traumatica cerebrale includono un deficit nell'attenzione, nella percezione, nel giudizio nel pensiero; una riduzione della velocità di elaborazione; distraibilità e una limitazione nelle funzioni esecutive come il ragionamento astratto, la pianificazione e la risoluzione dei problemi. La perdita di memoria, la più comune disfunzione cognitiva tra le persone colpite alla testa, si verifica tra il 20% e il 79% dei casi di trauma cranico chiuso, a seconda della gravità. Le persone che hanno sofferto di una lesione cerebrale traumatica possono anche avere difficoltà a comprendere o produrre linguaggio parlato o scritto o altri aspetti più fini della comunicazione, come il linguaggio del corpo. La sindrome postcommozionale, una serie di sintomi duraturi sperimentati dopo una lesione traumatica cerebrale lieve, può includere problemi fisici, cognitivi, emozionali e comportamentali come mal di testa, vertigini, difficoltà di concentrazione e depressione. Traumi cranici multipli possono provocare un effetto cumulativo. Si ritiene che un giovane individuo che va incontro ad un secondo trauma cranico quando sono ancora presenti i sintomi del primo possa essere a rischio di sviluppare una condizione molto rara ma mortale denominata sindrome da secondo impatto, in cui il cervello si gonfia catastroficamente anche a seguito di un leggero colpo, con effetti debilitanti o mortali. Circa un pugile su cinque in attività è portatore di lesioni cerebrali traumatiche croniche, che gli provoca disfunzioni cognitive, comportamentali e fisiche. La demenza pugilistica riguarda principalmente i pugili dopo anni di attività e ancora in carriera. Essa si manifesta comunemente come demenza, problemi di memoria e parkinsonismo (tremori e mancanza di coordinamento).
Il danno cerebrale da trauma può causare problemi emozionali, sociali o comportamentali e cambiamenti nella personalità. Queste possono includere instabilità emotiva, depressione, ansia, ipomania, mania, apatia, irritabilità e alterazioni delle capacità di conservazione. I sopravvissuti ad un trauma cranico sembrano essere più inclini a sviluppare disturbi psichiatrici tra cui il disturbo ossessivo compulsivo, la tossicodipendenza, la distimia, il disturbo bipolare e i disturbi d'ansia. Nei pazienti affetti da depressione a seguito di un trauma cerebrale, non è rara che vi sia anche una ideazione suicidiaria; tra essi, il tasso di suicidio appare aumentato da 2 a 3 volte. I sintomi sociali e comportamentali che possono seguire il trauma cranico possono includere disinibizione, incapacità di controllare la rabbia, l'impulsività, mancanza di iniziativa, inadeguata attività sessuale, asocialità ed esclusione volontaria dalla vita sociale e altre modifiche della personalità.
Il verificarsi di una lesione cerebrale traumatica comporta anche un sostanziale impatto sulla vita famigliare del paziente. Spesso i membri della famiglia sono costretti a modificare le proprie abitudini e responsabilità per offrire il sostegno al parente malato. Le tipiche sfide a cui i congiunti di un lesionato traumatico cerebrale devono andare incontro sono frustrazione, reciproca impazienza, deterioramento delle relazioni esterne, difficoltà a fissare obiettivi ragionevoli a medio e lungo termine, incapacità di risolvere efficacemente problemi quotidiani e un aumento dello stress e della tensione familiare. I modelli psicoeducativi e di consulenza si sono dimostrati efficaci nel minimizzare gli impatti sul benessere della famiglia.

### Effetti sulla coscienza e vigilanza
Generalmente, vi sono cinque stati anormali di coscienza che possono risultare da un trauma cranico (TBI): stupor, coma, stato vegetativo persistente, sindrome locked-in e la morte cerebrale.
Lo stupor è uno stato di veglia in cui il paziente non risponde a richiami verbali ma può essere risvegliato brevemente da un forte stimolo doloroso. Il coma è uno stato in cui il paziente è totalmente non cosciente, non risponde a nessuno stimolo, non si accorge di nulla di ciò che accade nel luogo dove si trova, e non è risvegliabile. I pazienti in stato vegetativo persistente sono in stato non cosciente e non si accorgono di nulla di ciò che accade attorno a loro, ma continuano ad avere un ciclo sonno-veglia e possono avere periodi di veglia. Uno stato vegetativo può derivare da un danno diffuso agli emisferi cerebrali senza danneggiamento all'encefalo inferiore (diencefalo) e al tronco encefalico. L'anossia, cioè la mancanza di ossigeno al cervello, che è una complicanza comune dell'arresto cardiaco, può spesso portare allo stato vegetativo.
La sindrome locked-in è una condizione in cui il paziente è cosciente e anche sveglio, ma non può muoversi o comunicare per via della completa paralisi dei muscoli del corpo. La morte cerebrale è la mancanza di attività cerebrale misurabile dovuta a danni gravi e diffusi agli emisferi cerebrali e al tronco encefalico, con la perdita di qualsiasi attività cerebrale nelle diverse aree encefaliche, e dei riflessi del tronco encefalico. La morte cerebrale, constatata dalla persistenza di un encefalogramma piatto, è considerata dalla neurologia ufficiale e dalla legge come irreversibile. La rimozione dei meccanismi di assistenza (come per esempio la ventilazione assistita) causerà quasi sempre l'immediata cessazione della respirazione regolare, l'instaurarsi di respirazione patologica e molto spesso anche crisi di bradicardia e/o tachicardia, crisi di ipertensione e/o ipotensione arteriosa e dopo poche ore o giorni l'arresto cardiaco con conseguente danno sistemico d'organo e morte conclamata.

## Clinica

### Classificazione
Una lesione traumatica del cervello viene definita come un danno al cervello causato da una forza meccanica esterna, come una rapida accelerazione o decelerazione, un impatto, onde conseguenti a una esplosione o la penetrazione di un proiettile. La funzione cerebrale subisce una alterazione momentanea o permanente e il danno strutturale può essere rilevabile o meno con la tecnologia attuale.
Il trauma cranico è uno dei due sottoinsiemi di lesioni cerebrali acquisite, cioè che si verificano dopo la nascita; l'altro sottoinsieme consiste nelle lesioni non traumatiche, che non comportano una forza meccanica agente esterna, ad esempio un ictus e una infezione. Tutte le lesioni cerebrali traumatiche sono anche traumi cranici, ma quest'ultimo termine può anche riferirsi a lesioni che coinvolgono altre parti del cranio stessi o esclusivamente esso. Tuttavia, i termini trauma cranico e lesioni cerebrale vengono spesso utilizzate in modo intercambiabile. Allo stesso modo, le lesioni cerebrali rientrano nella classificazione delle lesioni del sistema nervoso centrale e di neurotrauma.
Il trauma cranico viene solitamente classificato in base alla gravità, alle caratteristiche anatomiche del danno e al meccanismo (il tipo di forze che lo hanno causato). La classificazione per meccanismo divide i traumi cranici in chiusi e penetranti. Una lesione chiusa (chiamata anche non penetrante) si verifica quando il cervello non viene esposto. Un trauma penetrazione si ha quando un oggetto trapassa il cranio e danneggia la dura madre, la membrana più esterna che circonda il cervello.

#### Gravità
|          | GCS   | Amnesia postraumatica | Perdita di conoscenza |
| -------- | ----- | --------------------- | --------------------- |
| Lieve    | 13–15 | <1 giorno             | 0–30 minuti           |
| Moderato | 9–12  | >1 a <7 giorni        | >30 minuti a <24 ore  |
| Grave    | 3–8   | >7 giorni             | >24 ore               |

Le lesioni cerebrali possono essere classificate come lievi, moderate e severe. La Glasgow Coma Scale (GCS), il sistema più comunemente usato per classificare la gravità del trauma cranico, identifica il livello di coscienza di una persona su una scala numerata da 3 a 15 basata sulle reazioni verbali, motorie e la risposta agli stimoli. In generale, si ritiene che un paziente con GCS 13 o superiore sia in una condizione lieve, tra 9 e 12 moderata, da 8 o meno grave. Esistono ulteriori sistemi simili per i bambini più piccoli. Sebbene il sistema GCS sia ampiamente utilizzato, esso presenta una limitata capacità di prognosi. Per ovviare a ciò sono stati ideati altri sistemi di classificazione, come la durata della perdita di conoscenza e la durata dell'amnesia postraumatica. È stato anche proposto di utilizzare modifiche visibili al neuroimaging, come il gonfiore, lesioni focali o lesioni diffuse, come metodo di classificazione. Esistono anche scale utili a classificare la gravità del trauma cranico lieve, comunemente chiamata concussione cerebrale; queste utilizzano il livello di coscienza e l'amnesia postraumatica e altri sintomi della concussione.

#### Caratteristiche patologiche

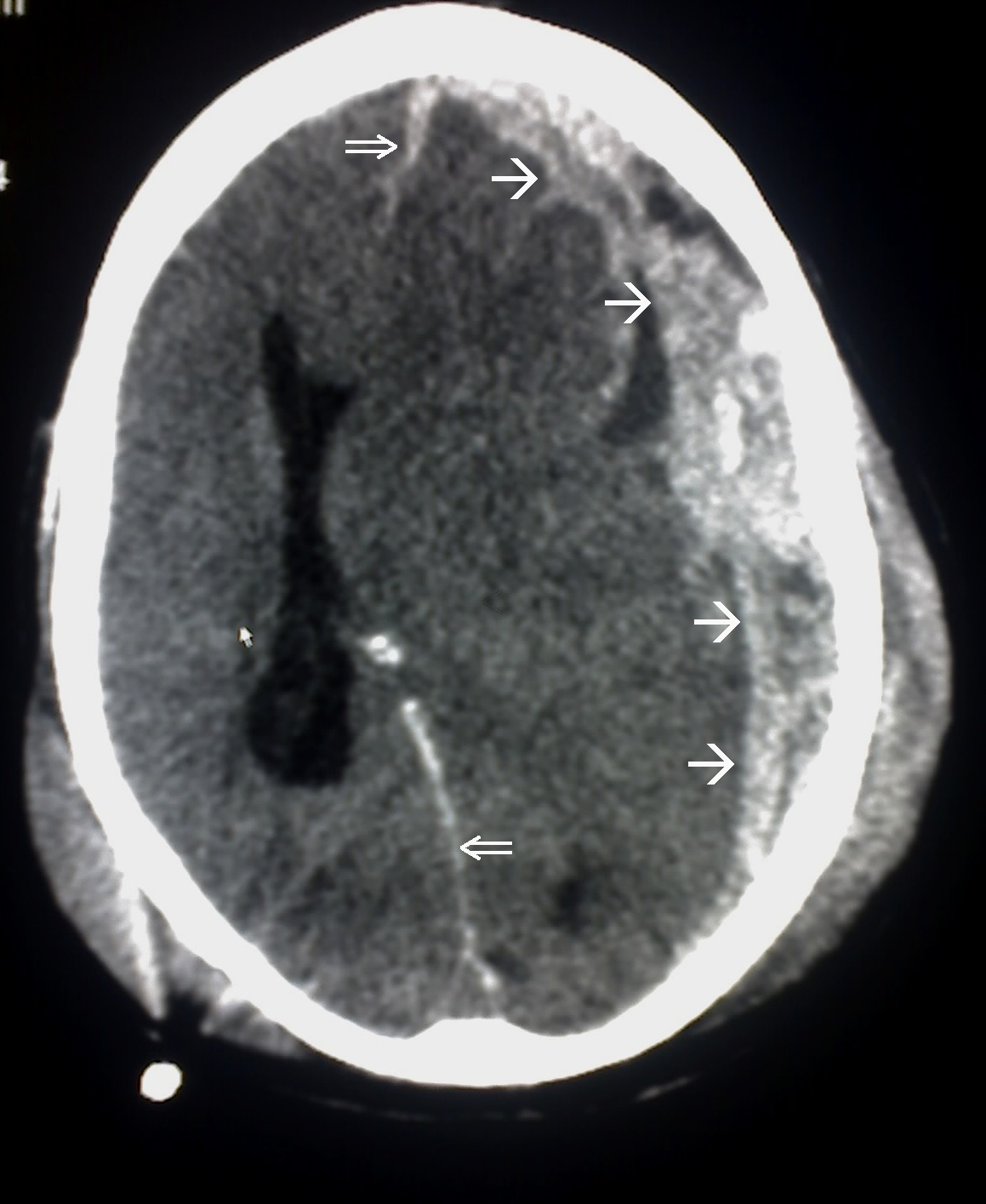
Immagine ottenuta tramite tomografia computerizzata; si nota la diffusione dell'ematoma subdurale (frecce singole) e lo spostamento della linea mediana (frecce doppia)

I traumi cranici possono essere distinti ulteriormente in base alle loro caratteristiche patologiche. Le lesioni possono essere extra-assiali (se determinate da fattori esterni al cervello, ad esempio una compressione da ematoma intracranico) o intra-assiali (se si verificano all'interno del tessuto cerebrale). Generalmente entrambe le tipologie di lesioni tendono a manifestarsi. I danni da trauma cranico possono essere focali o diffusi, limitati ad aree specifiche o distribuite in modo più generale.
Agli studi di neuroimaging una lesione cerebrale diffusa può manifestarsi con un danno apparentemente lieve, ma in sede autoptica al microscopio si possono osservare lesioni macroscopicamente non visibili; a partire dai primi anni 2000 i ricercatori hanno introdotto la tecnica dell'imaging con tensore di diffusione (DTI) che permette di ottenere immagini della materia bianca offrendo così un valido strumento per evidenziare l'entità del danno assonale diffuso. I tipi di lesioni considerate diffuse includono l'edema (gonfiore) e il danno diffuso assonale, che è un danno che si estende lungo gli assoni tra cui i tratti della materia bianca e le loro proiezioni verso la corteccia. La lesione diffusa al cervello si associa frequentemente con la commozione cerebrale.
Le lesioni focali, confinate in un'area del cervello, spesso producono sintomi legati alle funzioni dell'area danneggiata. Le ricerche mostrano che le aree più comunemente interessate da lesioni focali non penetranti nei traumi cranici sono la corteccia orbitofrontale (la superficie inferiore dei lobi frontali) e i lobi temporali anteriori, aree coinvolte nel comportamento sociale, nella regolazione delle emozioni, nell'olfatto e nel processo decisionale, che comportano i più frequenti deficit emotivi e sociali conseguenti a un trauma cranico medio-severo. Meno frequentemente possono riscontrarsi anche sintomi come l'emiparesi o l'afasia quando vengono compromesse, rispettivamente, aree motorie o linguistiche.
Un tipo di lesione focale, la lacerazione cerebrale, si verifica quando il parenchima cerebrale subisce un taglio o uno strappo. Ciò è più frequente nella corteccia orbitofrontale per via delle protuberanze ossee che si trovano all'interno del cranio in quella zona Nel caso il parenchima sia fisicamente integro, un trauma esterno può determinare la comparsa di una contusione cerebrale in cui compaiono infiltrazioni di sangue tra i tessuti. Al contrario, l'emorragia intracranica comporta un sanguinamento ben demarcato dal tessuto cerebrale.
Gli ematomi, detti anche lesioni focali, sono raccolte di sangue intorno o all'interno del cervello che possono derivare da una emorragia. L'emorragia intracerebrale è una lesione intra-assiale, mentre lesioni extra-assiali includono l'ematoma epidurale, l'ematoma subdurale, l'emorragia subaracnoidea e l'emorragia intraventricolare. L'ematoma epidurale comporta un sanguinamento nell'area tra il cranio e la dura madre, la più esterna delle meningi, le tre membrane che circondano il cervello. Nell'ematoma subdurale, il sanguinamento si verifica tra la dura madre e l'aracnoide. Per ultimo, l'emorragia subaracnoidea il sanguinamento avviene nello spazio tra l'aracnoide e la pia madre. Le emorragie intraventricolari si verificano quando si vi è un sanguinamento nei ventricoli cerebrali.

### Segni e sintomi

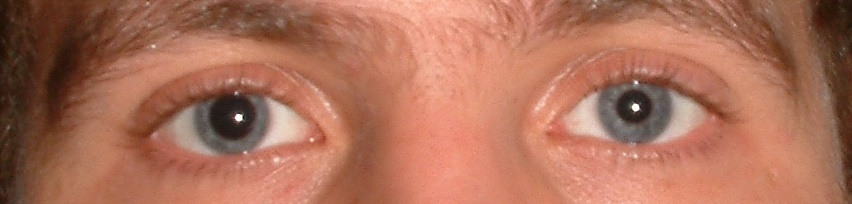
Una dimensione disuguale delle pupille può essere un potenziale segno di un grave danno cerebrale.

Le manifestazioni cliniche dipendono da vari fattori, come l'estensione del trauma cranico (diffuso o focale), la zona del cervello interessata (ad esempio, un eventuale stato di incoscienza tende a perdurare più a lungo nelle persone che presentano lesioni sul lato sinistro del cervello rispetto a quelle che hanno subito un danno alla parte destra) e la gravità del danno (in un trauma lieve il paziente rimane generalmente cosciente o può perdere conoscenza solo per alcuni secondi o minuti).
Nei casi più lievi possono comparire mal di testa, vomito, nausea, mancanza di coordinazione motoria, vertigini, difficoltà di equilibrio, visione offuscata o occhi stanchi, acufene, cattivo sapore nella bocca, stanchezza o letargia e cambiamenti nelle abitudini del sonno. I sintomi cognitivi ed emozionali includono cambiamenti comportamentali o di umore, stato confusionale e problemi di memoria, di concentrazione, di attenzione o nel pensiero. I sintomi lievi del trauma cranico possono presentarsi anche nei casi moderati e anche in quelli gravi.
Una persona con un trauma cerebrale moderato o grave può accusare un mal di testa che non migliora, nausea o vomito, convulsioni, svenimenti, dilatazione di uno o entrambi gli occhi, afasia (difficoltà nel linguaggio), disartria (difficoltà nella produzione verbale), scarsa coordinazione, confusione, irrequietezza o agitazione. A lungo termine possono verificarsi cambiamenti nel comportamento sociale appropriato, deficit di giudizio sociale e cambiamenti cognitivi, in particolare problemi ad avere un'attenzione costante, nella velocità di elaborazione e funzionamento esecutivo. L'alessitimia, una carenza di identificazione, comprensione, elaborazione e descrizione delle emozioni si verifica nel 60,9% degli individui con trauma cranico. I deficit cognitivi e sociali hanno conseguenze a lungo termine per la vita quotidiana delle persone, ma possono beneficiare di un miglioramento se vi è la possibilità di ricorrere a una adeguata riabilitazione.
Una pressione intracranica eccessivamente elevata può risultare fatale. I segni di un possibile aumento includono una diminuzione del livello di coscienza, paralisi o debolezza da un lato del corpo, midriasi e alterazioni del riflesso pupillare alla luce. La triade di Cushing, una bassa frequenza cardiaca con alta pressione sanguigna e difficoltà respiratoria è una classica manifestazione di pressione intracranica notevolmente elevata. L'anisocoria, una dimensione ineguale della pupilla, è un altro segno di un trauma cranico grave come lo è una postura anormale, data talvolta da un caratteristico posizionamento degli dovuti a gravi lesioni diffuse o a ipertensione intracranica.
I bambini più piccoli con trauma cranico moderato o grave possono presentare alcuni di questi sintomi, ma possono avere difficoltà a comunicarli. Altri segni osservati nei bambini includono un pianto persistente, l'incapacità di essere consolati, l'ostilità, il rifiuto di assumere cibo e una forte irritabilità.

### Diagnosi

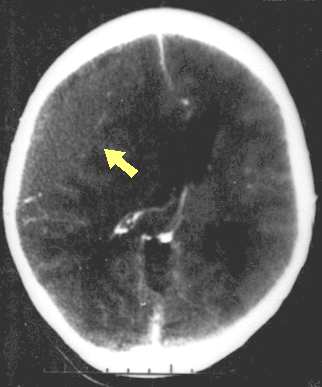
Immagine ottenuta tramite tomografia computerizzata che mostra ematoma epidurale (freccia)

La diagnosi può essere effettuata in base alle circostanze del trauma, all'esito di esami clinici (ad esempio valutando il paziente in base alla scala di Glasgow ed eseguendo un esame neurologico) e a tecniche di neuroimaging che aiutano nella determinazione della diagnosi e della prognosi, decidendo quali trattamenti perseguire.
In una situazione di emergenza, l'esame radiodiagnostico più utilizzato è la tomografia computerizzata (TC) in quanto veloce, accurata e facilmente disponibile. Successivamente possono essere seguite anche scansioni TC come follow-up per determinare l'evoluzione della lesione.
La risonanza magnetica (RMN) è in grado di mostrare maggiori dettagli rispetto alla TC e può aggiungere informazioni sulla prognosi a lungo termine. Essa risulta più utile della TC per rilevare le caratteristiche della lesione, come il danno assonale diffuso. La RMN tuttavia non viene utilizzata nei casi di emergenza per diverse ragioni, tra cui la relativa inefficacia nel rilevare emorragie e fratture, i lunghi tempi necessari per l'acquisizione delle immagini, la difficoltà di accesso del paziente nella macchina e la sua incompatibilità con molti dei presidi contenenti metallo utilizzati nei trattamenti di emergenza.
Altre tecniche possono essere utilizzate per confermare una particolare diagnosi. La tradizionale radiografia viene ancora usata per i traumi della cranio, ma attualmente il suo utilizzo è ridotto in quanto i traumi cranici spesso sono talmente lievi da non necessitare il ricorso alla radiologia o tanto gravi da consigliare una valutazione più accurata tramite TC. L'angiografia può essere usata per rilevare eventuali patologie dei vasi sanguigni quando vi è il rischio che possano essere coinvolti, come nel caso dei traumi penetranti alla testa. Il neuroimaging funzionale può misurare il flusso o il metabolismo del sangue nel cervello, valutare l'attività neuronale in regioni specifiche e quindi potenzialmente aiutare a prevedere l'esito del danno.
Una valutazione neuropsicologica può essere effettuata per valutare le sequenze cognitive a lungo termine e per aiutare la pianificazione della riabilitazione.
Oltre alle tradizionali tecniche di imaging biomedico, sono stati messi a punto diversi dispositivi che possono aiutano a monitorare le lesioni cerebrali e a facilitarne la ricerca. La microdialisi permette il campionamento continuo del fluido extracellulare per l'analisi dei metaboliti che potrebbero indicare la presenza di un'ischemia cerebrale o per valutare il metabolismo del cervello rilevando i livelli di glucosio, glicerolo e acido glutammico. In alcuni centri ospedalieri vengono oramai utilizzati in maniera routinaria sistemi di monitoraggio dell'ossigeno dei tessuti cerebrali intra-parenchimali (come Licox o Neurovent-PTO).

## Trattamento
È importante iniziare un trattamento di emergenza entro la cosiddetta "golden hour" dal momento del trauma. La tipologia di trattamento nella fase acuta dipende essenzialmente dal livello di trauma, inquadrato dalla tipologia di segni e sintomi (basandosi anche sulla Glasgow Coma Scale) e dal quadro radiologico: i traumi lievi possono non richiedere alcun trattamento medico e risolversi con un periodo di riposo, mentre circa metà dei trauma cranici gravi richiedono un intervento neurochirurgico per la stabilizzazione del paziente. Nella fase acuta, l'obiettivo primario del personale medico è quello di stabilizzare il traumatizzato e di concentrarsi sulla prevenzione di ulteriori danni, poiché poco può essere fatto per ridurre quelli già presenti a seguito del trauma. Nelle fasi subacute e croniche, la riabilitazione assume il ruolo di trattamento principale. Sono state proposte, sulla base delle più efficaci prove disponibili, delle linee guida cliniche internazionali allo scopo di guidare le decisioni nel trattamento del trauma cranico.

### Stadio acuto
Alcuni servizi sanitari sono attrezzati per gestire i traumi cranici meglio di altri, pertanto il primo provvedimento consiste nel trasportare il paziente nel centro più appropriato. Sul territorio l'intervento consiste nell'immobilizzazione accurata dell'infortunato con collare cervicale e tavola spinale, nel prevenire eventuale ipotermia, nel reperimento di due accessi venosi, nel supporto dei parametri vitali. Sia durante il trasporto che in ospedale gli obbiettivi più urgenti sono quelli di garantire un adeguato apporto di ossigeno, un adeguato flusso di sangue al cervello e il controllo della pressione intracranica, poiché un elevato valore di quest'ultima (ipertensione intracranica) priva il cervello del flusso di sangue necessario e può causare l'erniazione cerebrale dagli esiti mortali. Al fine di prevenire le complicanze da sanguinamento esterno o interno è indicata la somministrazione di un grammo di acido tranexamico in dieci minuti entro le prime tre ore dal trauma (tra gli altri, studi CRASH-3 e CRASH-2).
Sono altresì importanti il trattamento di eventuali altre lesioni e la prevenzione dalle crisi epilettiche. Alcuni dati sostengono il ricorso alla ossigenoterapia iperbarica per migliorare la prognosi; tuttavia i risultati di una revisione sistematica della Cochrane Collaboration del 2012 non giustificano l'uso routinario della terapia iperbarica. Questa revisione ha anche evidenziato che solo un modesto numero di prove controllate randomizzate erano state condotte all'epoca dello studio, molte delle quali difettavano di problemi metodologici. Pertanto la terapia iperbarica come trattamento per il trauma cranico è un tema tutt'oggi controverso e saranno necessari ulteriori approfonditi studi per determinare la sua utilità.
L'utilizzo del neuroimaging può essere utile, ma non privo di errori, nella valutazione della pressione intracranica. Un metodo più preciso consiste nell'inserire un catetere in uno dei ventricoli cerebrali, con il vantaggio che con questo sistema si può, all'occorrenza, effettuare il drenaggio del liquido cerebrospinale, diminuendo così la pressione intracranica. Spesso vengono somministrati al paziente sedativi, analgesici e miorilassanti. Una soluzione salina ipertonica può migliorare la pressione intracranica riducendo l'edema cerebrale, anche se viene usata con cautela per evitare squilibri negli elettroliti o insufficienza cardiaca. Il mannitolo, un diuretico osmotico, sembra essere ugualmente efficace nel ridurre l'ipertensione, ma la sua efficacia è dibattuta. Diuretici, farmaci che aumentano la produzione di urina per ridurre i liquidi all'interno dell'organismo in generale, possono essere utilizzati per il trattamento dell'ipertensione intracranica, ma possono causare ipovolemia (insufficiente volume del sangue). L'iperventilazione (l'esecuzione di atti respiratori più veloci o più corposi) riduce i livelli di anidride carbonica e causa costrizione dei vasi sanguigni; ciò riduce il flusso di sangue al cervello e di conseguenza la sua ipertensione, ma potenzialmente può provocare un'ischemia e viene quindi utilizzata solo per un breve tempo. La somministrazione di corticosteroidi è associata ad un aumento del rischio di decesso e pertanto si raccomanda di non somministrarli in maniera regolare.
L'intubazione endotracheale e la ventilazione meccanica possono essere utilizzate per garantire una corretta fornitura di ossigeno e garantire la sicurezza delle vie aeree. L'ipotensione (bassa pressione sanguigna), che ha effetti estremamente negativi nei casi di trauma cranico, può essere impedita somministrando liquidi per via endovenosa al fine di mantenere una normale pressione sanguigna. La pressione arteriosa può essere artificialmente mantenuta ad un livello adeguato mediante l'infusione di norepinefrina o di farmaci simili; questo aiuta a mantenere una sufficiente perfusione cerebrale. Molta attenzione deve essere posta anche alla regolazione della temperatura corporea poiché, se essa aumenta, aumentano anche le necessità metaboliche del cervello, privandolo potenzialmente di sostanze nutritive. Le crisi epilettiche sono comuni; esse possono essere gestite tramite la somministrazione di benzodiazepine, tuttavia esse devono essere utilizzate attentamente poiché possono ridurre la capacità respiratoria e la pressione del sangue. I pazienti con trauma cranico sono più suscettibili agli effetti collaterali e possono reagire negativamente o essere particolarmente sensibili ad alcuni agenti farmacologici. Durante il trattamento, deve essere mantenuto un costante monitoraggio per rilevare eventuali segni di peggioramento, come un eventuale diminuzione dello stato di coscienza.
La lesione traumatica del cervello può causare una serie di gravi complicanze correlate che possono comprendere aritmie cardiache. ed edema polmonare neurogeno. Queste condizioni devono essere adeguatamente trattate e stabilizzate nell'ambito del trattamento base di questi pazienti.

Diagramma che schematizza un intervento chirurgico di craniectomia decompressiva.

Un intervento chirurgico può essere eseguito su lesioni che sviluppano una massa o per eliminare oggetti che sono penetrati nel cervello. Contusioni o ematomi che causano una significativa formazione di una massa con un conseguente spostamento delle strutture intracraniche sono considerate emergenze e pertanto devono essere rimossi chirurgicamente. Nel caso degli ematomi intracranici, il sangue accumulatosi può essere rimosso usando l'aspirazione o per mezzo di pinze o spazzato via con l'acqua. I chirurghi devono cercare i vasi sanguigni da cui fuoriesce il sangue e tentare di controllare l'emorragia. Nel caso di una lesione cerebrale penetrante, il tessuto danneggiato necrotico deve essere sbrigliato (rimosso) chirurgicamente e a tale scopo può essere necessario praticare una craniotomia. La craniotomia, in cui viene rimossa una parte del cranio, può essere necessaria anche per eliminare eventuali frammenti di osso della scatola cranica fratturata o oggetti penetrati nel cervello. La craniectomia decompressiva (CD) può essere eseguita nell'immediato periodo successivo ad un trauma cranico, durante le operazioni per il trattamento degli ematomi: una parte del cranio viene rimossa temporaneamente fino all'assorbimento (CD primaria). Una craniectomia decompressiva eseguita ore o giorni dopo l'evento traumatico al fine di controllare le elevate pressioni intracraniche (DC secondaria) non è stata dimostrata, in alcuni studi, in grado di migliorare la prognosi del paziente e può essere associata a gravi effetti collaterali.

### Stadio cronico e riabilitazione

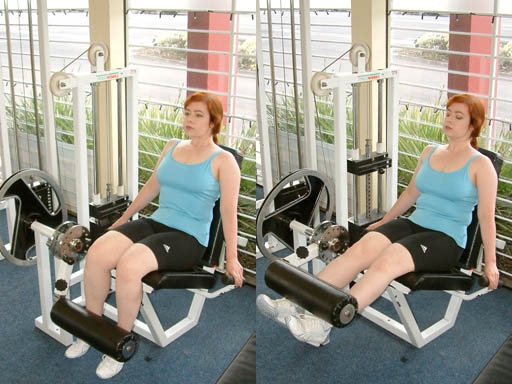
Generalmente, la terapia fisica comprende l'esercizio della forza muscolare.

Una volta che il paziente viene ritenuto stabile da un punto di vista medico, può essere trasferito in un'unità riabilitativa sub-acuta dell'ospedale o in una struttura sanitaria dedicata alla riabilitazione. Il processo riabilitativo mira a migliorare l'indipendenza del paziente nella prospettiva del suo ritorno a casa e nella società, aiutandolo ad adattarsi alle eventuali disabilità riportate. Questo approccio ha dimostrato una sua generale efficacia se condotta da un team di professionisti sanitari specializzati nella lesione cerebrale traumatica. Per quanto riguarda i pazienti con deficit neurologici, un approccio multidisciplinare è fondamentale per ottimizzare l'esito della terapia. Fisiatri e neurologi sono, tendenzialmente, i medici più indicati a essere coinvolti nel processo riabilitativo ma, a seconda del caso, possono essere coinvolti anche altri specialisti. Professionisti sanitarie quali fisioterapista, logopedista e la terapista occupazionale sono essenziali nella pianificazione del percorso riabilitativo per ogni paziente. Il trattamento dei sintomi neuropsichiatrici, come il distress emotivo e la depressione clinica possono richiedere il consulto di professionisti della salute mentale come psicoterapeuti, psicologi e psichiatri, mentre i neuropsicologi possono aiutare nel valutare e gestire i deficit cognitivi.
Il trattamento farmacologico può aiutare a gestire gravi problemi psichiatrici o comportamentali. I farmaci vengono utilizzati anche per controllare l'epilessia post-traumatica; tuttavia l'uso preventivo di antiepilettici non è raccomandato.
Dopo la dimissione dall'unità di trattamento ospedaliera, la terapia può essere proseguita a livello ambulatoriale. Le persone che presentano conseguenze da trauma cranico e che non sono in grado di svolgere una vita indipendente o che non possono contare sull'aiuto della famiglia, potrebbero richiedere assistenza in strutture di residenza assistita. Centri diurni e strutture dedicate al tempo libero per i disabili permettono ai traumatizzati di svolgere attività e ai famigliari che li accudiscono di godere di tempo libero.

## Prognosi
La prognosi dipende in maniera diretta dalla gravità dei danni riportati. La maggior parte dei casi di trauma cranico sono lievi e non causano disabilità permanente e nemmeno di lunga durata; tuttavia, tutti i livelli di gravità possono potenzialmente causare una disabilità significativa e duratura. Si ritiene che una disabilità permanente si possa verificare nel 10% dei casi lievi, nel 66% in quelli moderati e nel 100% in quelli gravi. La maggior parte dei traumi cranici si risolve completamente entro tre settimane e quasi tutte le persone che ne hanno subito uno di lieve entità sono in grado di vivere mantenendo la propria indipendenza e tornare a svolgere tutte le attività che svolgevano prima dell'infortunio, sebbene una parte di essi possa avere lievi disturbi cognitivi e sociali. Oltre il 90% delle persone con un trauma cranico di moderata gravità mantiene la propria indipendenza anche se alcuni di loro necessitano di una particolare assistenza in alcuni settori come le abilità fisiche, il lavoro e la gestione finanziaria. La maggior parte delle persone che ha avuto una grave lesione cerebrale o non sopravvive all'evento o riesce a guarire, seppur non completamente, riottenendo un buon livello di funzionalità neurologica; una via di mezzo è meno frequente. Lo stato di coma, in quanto strettamente connesso con la gravità, è un importante predittivo di un esito non positivo.
Affinché si abbia un miglioramento della funzione neurologica occorrono, solitamente, due o più anni dopo il trauma. Per molto tempo si è ritenuto che vi fosse un recupero più veloce nei primi sei mesi, ma non sono mai state riscontrate prove a sostegno di questa tesi. Essa potrebbe essere stata correlata alla sospensione dei trattamenti intensivi che generalmente avviene dopo questo periodo piuttosto che per una qualsiasi motivazione fisiologica che limiti ulteriori progressi dopo il primo semestre. Tendenzialmente i bambini sono in grado di recuperare meglio nell'immediato e vanno incontro a un netto miglioramento se osservati per periodi più lunghi.
La prognosi differisce in base alla gravità e alla posizione della lesione e alla possibilità di avere accesso a cure immediate e specializzate durante la fase acuta. Il verificarsi di una emorragia subaracnoidea raddoppia approssimativamente la mortalità. La presenza di un ematoma subdurale è correlato ad una prognosi peggiore e ad una maggiore mortalità, mentre le persone con ematoma epidurale possono sperare in un esito discreto se sottoposte precocemente ad un intervento chirurgico. Una lesione assonale diffusa, quando grave, può portare al come e ad un esito nefasto. Dopo la fase acuta, la prognosi è fortemente influenzata dal coinvolgimento del paziente nelle attività volte a ottenere un recupero, che per la maggior parte dei pazienti richiede il sottoporsi ad un programma di riabilitazione specializzato e intensivo. Il grado di indipendenza funzionale è un modo per tenere traccia del progresso e del livello di indipendenza raggiunto dal paziente durante la fase di riabilitazione.
Il verificarsi di complicanze mediche è correlato ad una prognosi peggiore. Esempi possono essere l'ipotensione (bassa pressione sanguigna), l'ipossia, scarsa pressione di perfusione cerebrale e un lungo tempo trascorso con ipertensione intracranica. Anche le caratteristiche proprie del paziente possono influenzare la prognosi. Alcuni fattori ritenuti in grado di peggiorare il recupero includono l'abuso di sostanze, come droghe e l'alcol e un'età maggiore di sessanta anni o minore di due l'età più di sessanta o due anni (nei bambini, una età particolarmente giovane al momento della lesione può essere associata ad un recupero più lento di alcune abilità motorie e visuo-motorie). Altre fattori che possono influenzare il recupero includono la capacità intellettuale prima del trauma, le strategie di coping, la propria personalità, l'ambiente familiare del paziente, la disponibilità di apparati di sostegno sociale e la propria situazione finanziaria.

## Prevenzione

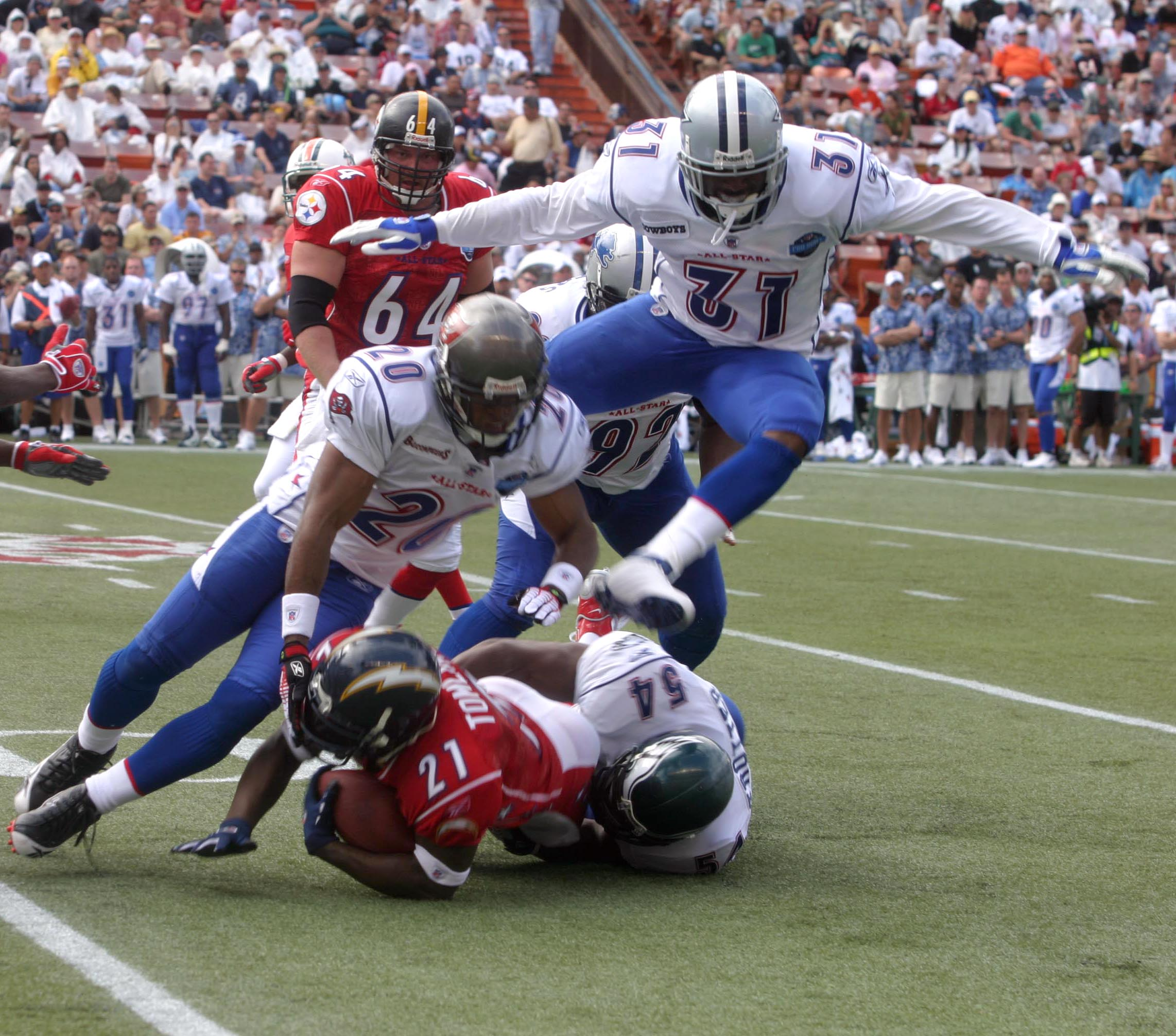
Attrezzatura sportiva protettiva, come i caschi, possono aiutare a proteggere gli atleti da lesioni alla testa.

Poiché una della cause principali del verificarsi di un trauma cranico è l'incidente automobilistico, iniziative volte alla loro prevenzione o l'uso di dispositivi atti a limitarne le conseguenze possono ridurre l'incidenza e i casi. In caso di incidente, i danni possono essere ridotti sensibilmente indossando cintura di sicurezza, utilizzando seggiolini dedicati ai bambini, l'uso del casco per i motociclisti, e la presenza sul proprio veicolo di roll-bar e airbag. Spesso vengono intrapresi dei programmi educativi finalizzati alla diminuzione del numero di incidenti. Inoltre, possono essere apportate modifiche alle norme relative alla circolazione stradale: l'introduzione di opportuni limiti di velocità, l'obbligo delle cinture di sicurezza e del casco e disposizioni riguardo alle caratteristiche della strada (segnaletica, guard rail, asfalti drenanti e dispositivi simili).
Inoltre, riguardo agli incidenti sportivi, sono state discusse alcune modifiche nella pratica di diverse discipline: ad esempio, un aumento dell'uso di caschi protettivi durante le attività potrebbe ridurre l'incidenza dei casi di trauma cranico. A causa della possibilità che ripetuti "colpi di testa" possano causare lesioni cumulative cerebrali nei giocatori di calcio, è stato proposto di introdurre cappellini protettivi per i giocatori. L'implementazione di regole contro tipologie di contatto pericolose, come ad esempio lo spear tackle (un tipo di placcaggio pericoloso) nel rugby, possono ridurre i tassi di lesioni cerebrali.
Le cadute accidentali possono essere evitate grazie all'installazione di particolari barre nei bagni e di un corrimano sulle scale; rimuovere rischi di inciampo come i tappetini o l'installazione di cancelletti di sicurezza nella parte superiore e inferiore delle scale, dove si trovano spesso bambini piccoli, sono ritenute buone strategie preventive. I parchi giochi con superfici ammortizzanti come mattonelle di gomma o la sabbia sono ritenuti più sicuri perché attutendo il contatto con il cranio riducono la probabilità di lesioni alla testa.
Una prevenzione sugli abusi minorili è importante anche come prevenzione da traumi cranici: esistono programmi per prevenire la sindrome del bambino scosso con l'eduzione dei genitori o di chi ne ha la responsabilità.
Una particolare attenzione nella gestione delle armi da fuoco, compreso il mantenere le armi scaricate e bloccate, aiuta a ridurre l'incidenza di traumi cranici.

## Ricerca scientifica sul trauma cranico
Gli studi effettuati nel corso del tempo si sono concentrati sul chiarire quali siano i fattori correlati alla prognosi delle lesioni conseguenti al trauma cranico e determinare in quali casi sia meglio eseguire scansioni con tomografia computerizzata e procedure chirurgiche. La varietà degli eventi patologici offre opportunità per trovare trattamenti che possano interferire con i processi conseguenti al danno.
Non è mai stato approvato alcun farmaco che serva a fermare la progressione della lesione iniziale alla lesione secondaria. Metodi di neuroprotezione per diminuire le lesioni secondarie sono state oggetto di studio: tuttavia, i test sugli agenti che potrebbero arrestare questi meccanismi cellulari si sono conclusi in modo insoddisfacente. Ad esempio, vi è stato interesse a raffreddare il cervello lesionato; tuttavia, una revisione della Cochrane Collaboration del 2014 non ha riscontrato sufficienti prove per dimostrare se ciò fosse utile o no. Una revisione del 2016 ha riscontrato che mantenere una temperatura normale o poco più bassa del normale sembrava utile negli adulti ma non nei bambini.
Farmaci come gli antagonisti del recettore NMDA per fermare cascate neurochimiche come l'eccitotossicità hanno destato speranze nei test sugli animali ma queste poi non si sono concretizzate in studi clinici sull'uomo. Altri studi hanno incluso ricerche sul mannitolo, già utilizzato ma sulla cui efficacia sono stati ottenuti come già accennato risultati contrastanti, desametasone, progesterone, xeno, barbiturici, magnesio, calcio-antagonisti, PPAR-γ agonisti, curcumina, etanolo, antagonisti dei recettori NMDA, caffeina.
Alcune ricerche cliniche e di laboratorio portate avanti dall'Università della Virginia Occidentale hanno dimostrano che una supplementazione alimentare con omega-3 DHA possa offrire protezione contro il danno cerebrale di natura biochimica che si verifica in seguito ad un trauma cranico. Inoltre, l'acetilcisteina è stata ritenuta, in uno studio del 2013 a doppio cieco controllato con placebo condotto dalle forze armate statunitensi, essere in grado di ridurre tra i soldati gli effetti di lievi danni cerebrali dovuti ad esplosioni.